# Nadia, Krînîcikî
Nadia (în ucraineană Надія) este un sat în așezarea urbană Bojedarivka din raionul Krînîcikî, regiunea Dnipropetrovsk, Ucraina.

## Demografie
Componența lingvistică a localității Nadia
     Ucraineană (87,5%)
     Rusă (8,33%)
     Belarusă (4,17%)
Conform recensământului din 2001, majoritatea populației localității Nadia era vorbitoare de ucraineană (87,5%), existând în minoritate și vorbitori de rusă (8,33%) și belarusă (4,17%).